# أب نو (كنار شهر)
أب نو (بالفارسية: آب‌نو) هي قرية تقع في إيران في قسم كنار شهر الريفي. يقدر عدد سكانها بـ 536 نسمة بحسب إحصاء 2016.